# Jenny Lindbäck
Jenny Lindbäck född Jonsson 30 augusti 1987 i Helgum, är en svensk före detta skidskytt. Hon är syster till skidskyttarna Helena Ekholm och Malin Jonsson.

## Karriär
Jonsson debuterade i världscupen säsongen 2007/2008 i sydkoreanska Pyeongchang. Tillsammans med Anna Carin Zidek, Anna Maria Nilsson och Helena Ekholm vann Jonsson stafetten i tyska Oberhof den 6 januari 2011, där hon åkte den första sträckan. Hennes bästa individuella resultat från världscupen är en 15:e plats från sprinten i Antholz den 21 januari 2011.
Lindbäcks tränare augusti 2011 var Marko Laaksonen.Efter säsongen 2013/2014 meddelade Lindbäck att hon skulle sluta med skidskytte 

### Världscupssegrar
| Säsong    | Datum          | Plats             | Disciplin | Övriga lagmedlemmar                                    |
| --------- | -------------- | ----------------- | --------- | ------------------------------------------------------ |
| 2010/2011 | 6 januari 2011 | Oberhof, Tyskland | Stafett   | Anna Carin Zidek, Anna Maria Nilsson och Helena Ekholm |